# Емих Едуард Карл фон Лайнинген
Емих Едуард Карл фон Лайнинген (на немски: Emich Eduard Carl, Fürst zu Leiningen; * 18 януари 1866, Осбърн Хаус; † 1 юли 1939, Шлосау) е 5. княз на Княжество Лайнинген (1904 – 1918; 1918 – 1939).

## Биография
Той е син на британския и ирландски адмирал 4. княз Ернст фон Лайнинген (1830 – 1904) и съпругата му принцеса Мария Амалия фон Баден (1834 – 1899), дъщеря на велик херцог Леополд I фон Баден (1790 – 1852) и принцеса София Шведска (1801 – 1865), дъщеря на крал Густав IV Адолф от Швеция. Баща му е племенник на кралица Виктория.
Той влиза в пруската войска, издига се на полковник-лейтенант и участва в около 20 битки през Първата световна война. От 1904 г. той е в Баварския имперски съвет, в Първата камера на Велико херцогство Хесен и в Първата камера на Велико херцогство Баден.
Умира на 73 години на 18 юли 1939 г. в Шлосау (Мудау), Германия.

## Фамилия
Емих Едуард Карл фон Лайнинген се жени на 12 юли 1894 г. в Лангенбург за принцеса Феодора фон Хоенлое-Лангенбург (* 23 юли 1866, Лангенбург; † 1 ноември 1932, Валдлайнинген), дъщеря на княз Херман фон Хоенлое-Лангенбург (1832 – 1913) и принцеса Леополдина фон Баден (1837 – 1903). Те имат пет деца:
- Виктория Мари Леополдина Елиза София фон Лайнинген (* 12 май 1895, Аморбах; † 9 февруари 1973, Асенхайм), омъжена на 12 юли 1933 г. (развод 1937) за граф Максимилиан фон Золмс-Рьоделхайм-Асенхайм (* 24 септември 1893; † 2 септември 1968)
- Емих Ернст Херман Хайнрих Максимилиан фон Лайнинген (* 29 декември 1896; † 21 март 1918, убит в акция), наследствен принц
- Фридрих Карл Едуард Ервин фон Лайнинген (* 13 февруари 1898, Страсбург; † 2 август 1946, Русия), 6. княз на Лайнинген, женен на 24 ноември 1924/ 24 февруари 1925 г. в Кобург за руската велика княгиня Мария Кириловна Романов (* 2 февруари 1907; † 27 октомври 1951); имат седем деца
- Херман Виктор Максимилиан фон Лайнинген (* 4 януари 1901; † 29 март 1971), принц, женен на 21 декември 1938 г. за графиня Ирина фон Шьонборн-Визентхайд (* 17 юли 1895; † 21 декември 1969); нямат деца
- Хесо Леополд Хайнрих фон Лайнинген (* 23 юли 1903т; † 19 юни 1967), принц, женен на 12 юли 1933 г. за графиня Мари-Луиза фон Неселроде (* 31 юли 1905); нямат деца